# Yucca rigida
Yucca rigida là một loài thực vật có hoa trong họ Măng tây. Loài này được (Engelm.) Trel. miêu tả khoa học đầu tiên năm 1902.

## Hình ảnh

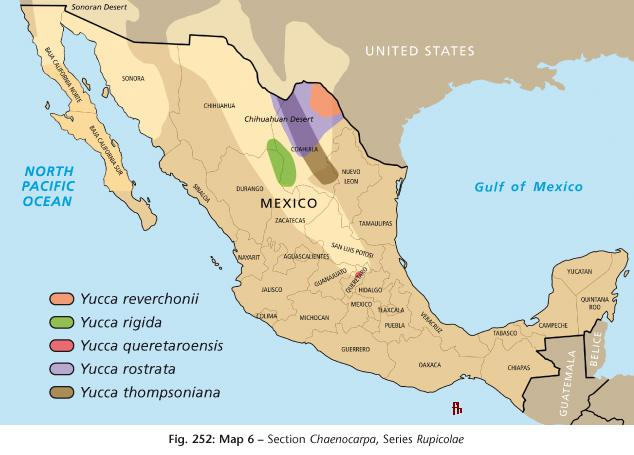
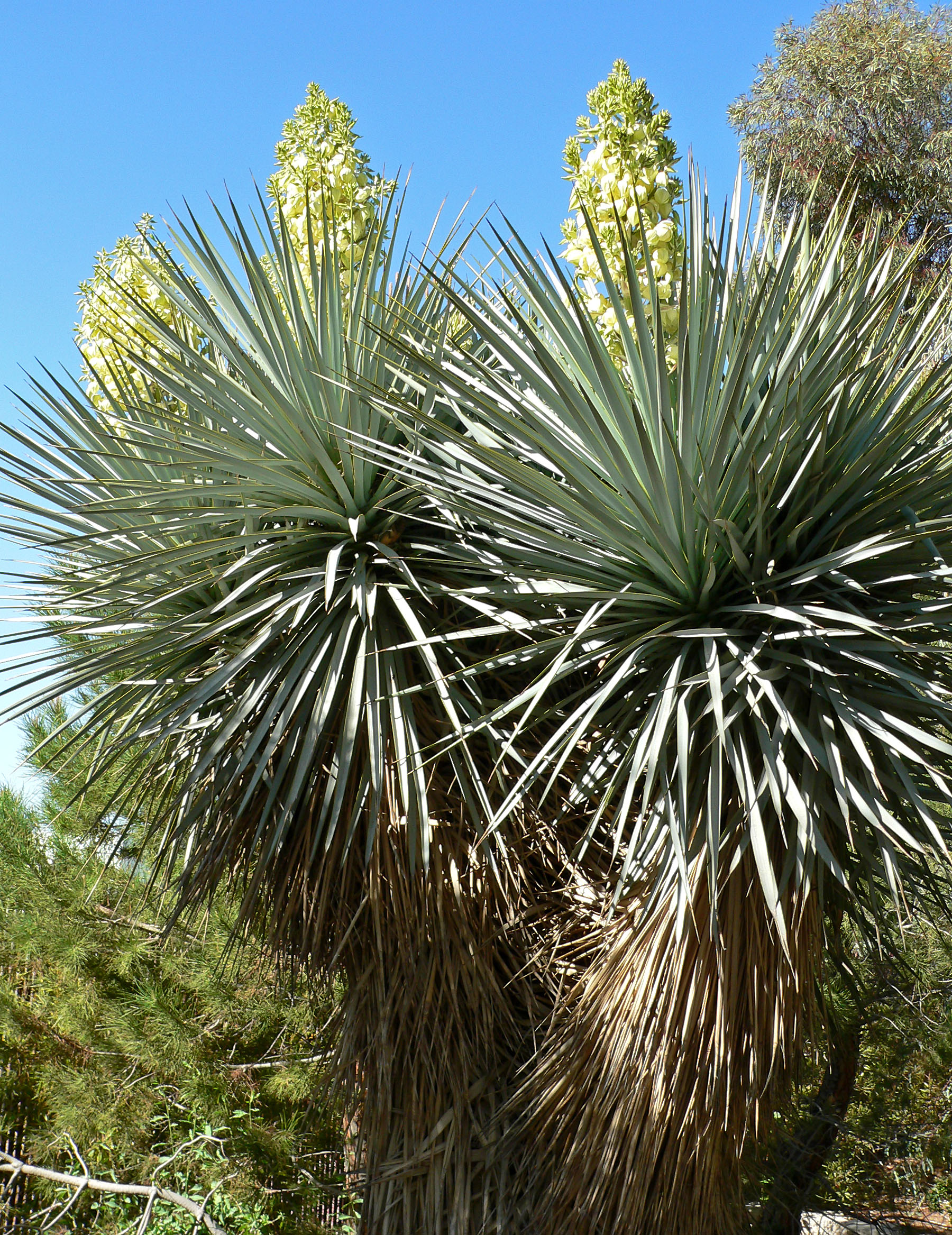
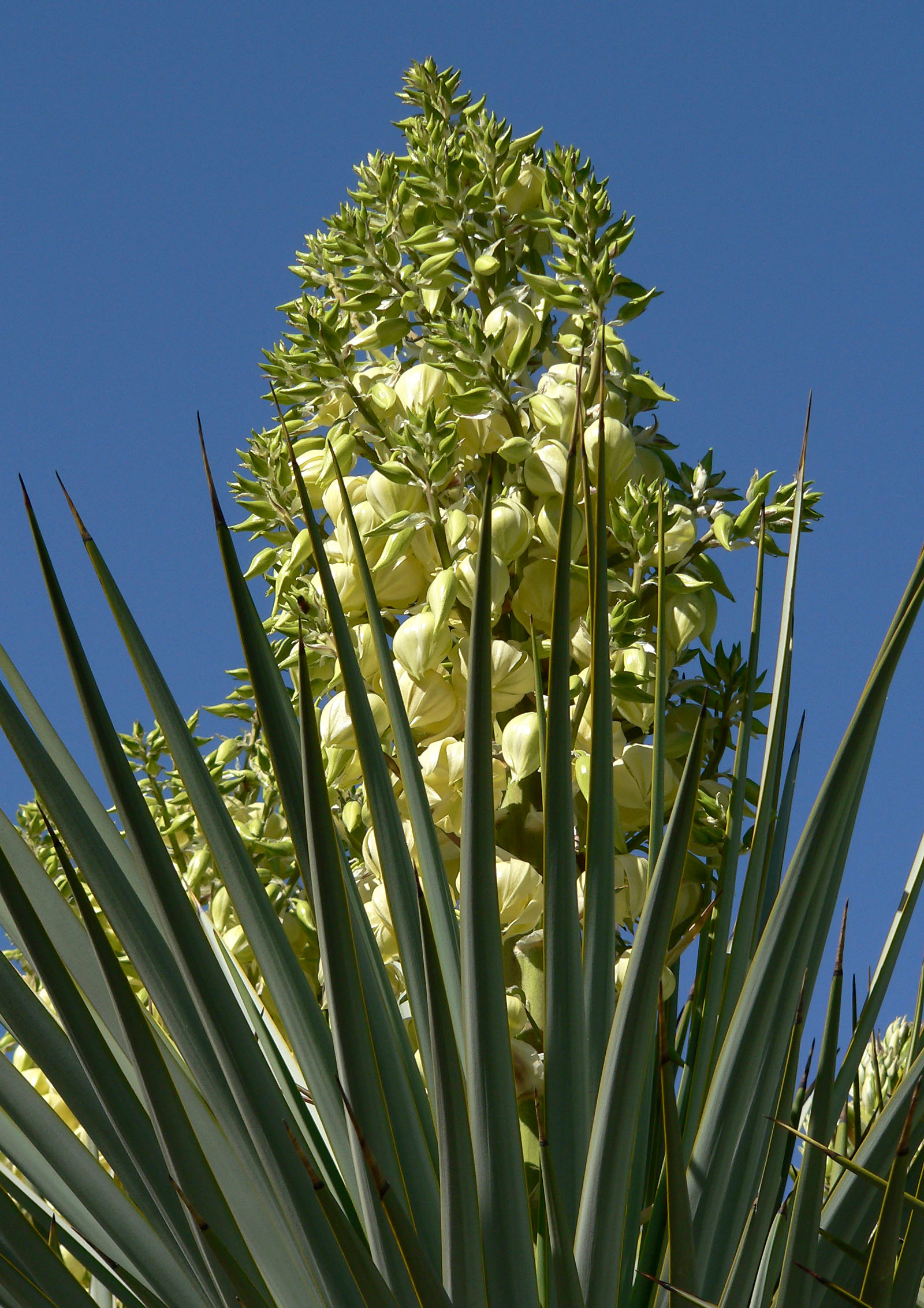
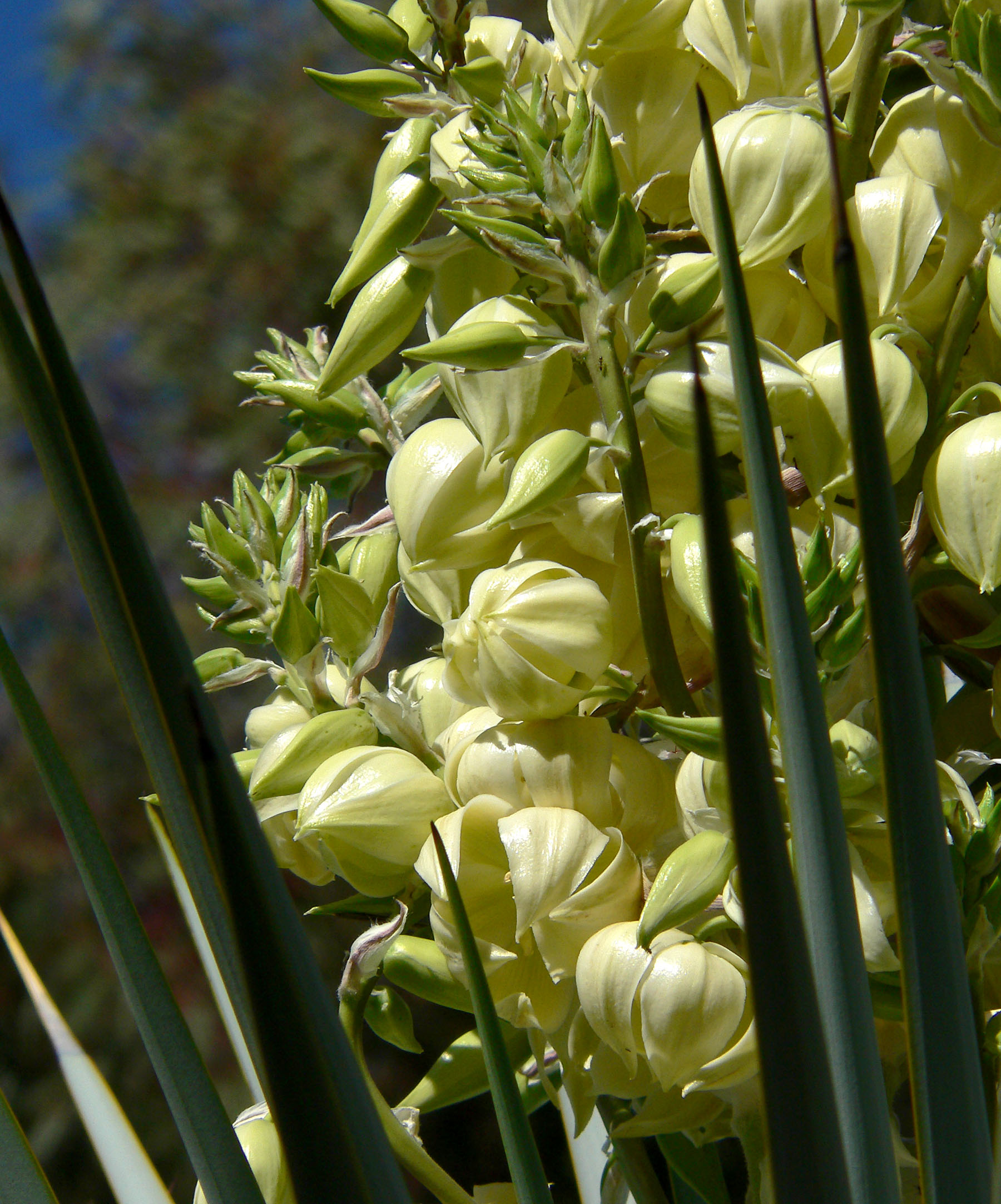